# Црква Светог великомученика Георгија у Доњем Тламину
Црква Светог великомученика Георгија у Доњем Тламину, насељеном месту на територији општине Босилеград, православни је храм који припада Епархији врањској Српске православне цркве.
Црква посвећена Светом великомученику Георгију саграђена је 2009. године, средствима верника. Камен темељац за изградњу овог храма положио је Епископ врањски Пахомије 6. јуна 2007. године, а на дан Светог великомученика Георгија, 6. маја 2010. године, извршено освећење храма.
Црква има издвојен звоник. Звоно је даровало Министарство вера Републике Србије. Сеоске славе су Свети великомученик Георгије и Свети пророк Илија.